# Liste der denkmalgeschützten Objekte in Schnepfau
Die Liste der denkmalgeschützten Objekte in Schnepfau enthält die 7 denkmalgeschützten, unbeweglichen Objekte der Gemeinde Schnepfau im Bregenzerwald.

## Denkmäler
| Foto |                 | Denkmal                                                         | Standort                                | Beschreibung | Metadaten |
| ---- | --------------- | --------------------------------------------------------------- | --------------------------------------- | --- | --- |
| ja   | Datei hochladen | Gemeindeamt, Ehem. Pfarrhof HERIS-ID: 23924 Objekt-ID: 20296    | Schnepfau 38 Standort KG: Schnepfau     | Der Pfarrhof ist ein langgestreckter verschindelter Holzbau auf einem Mauersockel. | BDA-Hist.: Q37880289 Status: Bescheid Stand der BDA-Liste: 2025-06-30 Name: Gemeindeamt, Ehem. Pfarrhof GstNr.: .37                                    |
| ja   | Datei hochladen | Bauernhof (Anlage) HERIS-ID: 23921 Objekt-ID: 20293             | Schnepfau 42 Standort KG: Schnepfau     | Die Fassade des zweigeschoßigen Wohnhauses unter einem Scharschindeldach ist mit Ochsenblut bemalt. Im Giebel befinden sich zwei Bezeichnungen mit den Jahreszahlen 1628 und 1794. | BDA-Hist.: Q37880245 Status: Bescheid Stand der BDA-Liste: 2025-06-30 Name: Bauernhof (Anlage) GstNr.: 2174                                            |
| ja   | Datei hochladen | Kapelle hl. Wendelin HERIS-ID: 23925 Objekt-ID: 20297           | bei Schnepfau 50 Standort KG: Schnepfau | Die 1639 auf den hl. Wendelin geweihte Kapelle hat einen rechteckigen Grundriss, zwei Fensterachsen, steinerne Fenstergewände, ein holzverschindeltes Sattelwalmdach, einen Dachreiter mit Glocke und einen Chor mit 5⁄8-Schluss. | BDA-Hist.: Q15277314 Status: § 2a Stand der BDA-Liste: 2025-06-30 Name: Kapelle hl. Wendelin GstNr.: .136 Kapelle hl. Wendelin, Schnepfau              |
| ja   | Datei hochladen | Kath. Pfarrkirche hl. Wolfgang HERIS-ID: 23922 Objekt-ID: 20294 | Standort KG: Schnepfau                  | Die auf den hl. Wolfgang geweihte Pfarrkirche in Schnepfau wurde 1705 anstelle einer 1459 geweihten Vorgängerin errichtet und in den Jahren 1871 bis 1875 vergrößert. Sie verfügt über ein fünfachsiges Langhaus mit Rundbogenfenstern und Satteldach, daran anschließend einen Chor und einen nördlich davon angebauten Zwiebelturm mit achteckigem Glockengeschoß. | BDA-Hist.: Q15840312 Status: § 2a Stand der BDA-Liste: 2025-06-30 Name: Kath. Pfarrkirche hl. Wolfgang GstNr.: .1 Pfarrkirche hl. Wolfgang (Schnepfau) |
| ja   | Datei hochladen | Dorfbrunnen mit Kriegerdenkmal HERIS-ID: 23923 Objekt-ID: 20295 | Standort KG: Schnepfau                  | Das Kriegerdenkmal beim Dorfbrunnen entstand im Jahr 1953. | BDA-Hist.: Q37880272 Status: § 2a Stand der BDA-Liste: 2025-06-30 Name: Dorfbrunnen mit Kriegerdenkmal GstNr.: 1970/1                                  |
| ja   | Datei hochladen | Kapelle hl. Martin HERIS-ID: 23926 Objekt-ID: 20298             | Standort KG: Schnepfau                  | Die Kapelle mit steilem Satteldach und Dreiachtelschluss wurde im Jahr 1671 erbaut. Der Altar mit einem Bild des heiligen Martin stammt aus der 1. Hälfte des 18. Jahrhunderts. An den Seitenwänden sind bemerkenswerte Bilder aus dem 17. Jahrhundert zu sehen. | BDA-Hist.: Q37880316 Status: § 2a Stand der BDA-Liste: 2025-06-30 Name: Kapelle hl. Martin GstNr.: .281 Kapelle hl. Martin, Hirschau                   |
| ja   | Datei hochladen | Lourdeskapelle HERIS-ID: 23927 Objekt-ID: 20299                 | Standort KG: Schnepfau                  | Die Lourdeskapelle auf einer Anhöhe oberhalb der Straße wurde in den Jahren 1888 bis 1890 erbaut. Der Hauptaltar im Innenraum geht ins 17. Jahrhundert zurück. | BDA-Hist.: Q37880336 Status: § 2a Stand der BDA-Liste: 2025-06-30 Name: Lourdeskapelle GstNr.: .232 Lourdeskapelle (Hirschau)                          |